# Estação Plaza Venezuela
A Estação Plaza Venezuela é uma das estações do Metrô de Caracas, situada no município de Libertador, entre a Estação Colegio de Ingenieros, a Estação Sabana Grande e a Estação Ciudad Universitaria. Administrada pela C. A. Metro de Caracas, é uma das estações terminais da Linha 3, além de fazer parte da Linha 1. A Estação Plaza Venezuela possibilita conexão com a Estação Zona Rental, que atende à Linha 4 e à Linha 5.
Foi inaugurada em 27 de março de 1983. Localiza-se no cruzamento da Gran Avenida com a Avenida Valparaiso. Atende a paróquia de El Recreo.
A estação recebeu esse nome por estar situada nas proximidades da Plaza Venezuela. A praça, inaugurada em 1940, situa-se no centro geográfico de Caracas.